# Kortikoliberin
Kortikoliberin (též hormon uvolňující kortikotropin – CRH nebo faktor uvolňující kortikotropin – CRF) je peptidový hormon hypothalamu složený z 41 aminokyselin. Stimuluje syntézu a sekreci hormonu ACTH (adrenokortikotropinu) z hypofýzy.